# Gracliani
Gracliani, en la colina Grakliani (en georgiano: გრაკლიანი გორა) es un lugar de excavación arqueológica en el este de Georgia cerca de Kaspi, que muestra evidencia de la presencia humana posiblemente desde hace 300,000 años.
El sitio fue descubierto en 2007, durante los trabajos para ampliar la carretera Tiflis-Senaki-Leselidze. La investigación está siendo realizada por estudiantes y profesores de la Universidad Estatal de Tiflis. En 2015, se descubrió un supuesto guion en el altar del templo de una diosa de la fertilidad, que antecede a los conocidos en el área por al menos mil años.

## Descripción
El sitio contiene un templo a una diosa de la fertilidad del siglo séptimo aC, , de la Edad del Bronce temprana, y los restos de un edificio de alrededor de 450-350 aC; el edificio consta de tres salas con tres trasteros.
El sitio había sido ocupado entre el período calcolítico y el período helenístico tardío.

## Descubrimientos
La excavación de capas dejó al descubierto objetos que incluyen juguetes para niños, armas, íconos y dispositivos farmacológicos. En los primeros dos meses de excavación, los arqueólogos habían aflorado más de 35,000 piezas de cientos de tumbas y ruinas de asentamientos que se remontan al siglo VIII a. C.

Se descubrieron varios discos de oro y bronce del siglo VI. Estos hallazgos atestiguan que esta sociedad poseía la tecnología de dorado y grabado.

Entre los artefactos más significativos se encuentra un dispositivo de impresión del siglo IV a. C. Estos eran sellos extremadamente raros utilizados para sellar documentos judiciales; supuestamente se originaron a partir de uruk en mesopotamia. Otro hallazgo notable es el de un horno ritual grande y decorado, un hallazgo sin precedentes en la arqueología.

## Escritura
Una escritura antigua desconocida fue descubierta justo debajo del altar derrumbado de un templo a una diosa de la fertilidad del siglo VII a. Estas inscripciones difieren de las de otros templos en Grakliani, que muestran animales, personas o elementos decorativos. La escritura no se parece en nada a ningún alfabeto actualmente conocido, aunque sus letras están relacionadas con el griego antiguo y el arameo. La inscripción parece ser el alfabeto nativo más antiguo descubierto en toda la región del Cáucaso, mil años más antiguo que cualquier escritura indígena previamente descubierta en la región. En comparación, los primeros alfabetos armenios y georgianos datan del siglo V d. C., justo después de que las culturas respectivas se convirtieran al cristianismo. Para septiembre de 2015, se había excavado un área de 31 por 3 pulgadas de la inscripción.
Según Vakhtang Licheli, director del Instituto de Arqueología de la Universidad Estatal, "Los escritos sobre los dos altares del templo están muy bien conservados. En el altar único, varias letras están talladas en arcilla, mientras que el pedestal del segundo altar está completamente cubierto de escritos" . El hallazgo fue hecho por estudiantes no remunerados. Cuando los estipendios de la excavación estuvieron disponibles y el gobierno duplicó el presupuesto de investigación del sitio.

## Importancia para Georgia
Según Licheli, quien encabezó la expedición arqueológica, los hallazgos colectivos afirman la existencia de un estado georgiano de 3000 años. El Ministerio de Cultura planea convertir el sitio en un museo al aire libre para finales de 2015.